# Санцевич, Бронислава Адамовна
Бронисла́ва Ада́мовна Санце́вич (в замужестве Санце́вич-Попо́ва; 15 мая 1935, Савичи (Дятловский район), БССР — 30 сентября 2009, Минск) — советский белорусский птицевод, первый заместитель начальника Управления птицеводческой промышленности Министерства сельского хозяйства БССР, позднее Республиканского производственного объединения по промышленному птицеводству. Автор брошюры и изобретения.
Лауреат Государственной премии СССР в области техники (1981). Член всемирной научной ассоциации по птицеводству.